# 瑞典王位繼承
瑞典王位繼承受瑞典憲法之一部份──《瑞典繼承法案》規管。王位繼承不僅規定當君主去世或退位時，由誰來繼續王位，而且規定當君主患病、出國或無法履行職務時，由誰擔任攝政（代任國家元首）。1980年之前，《繼承法案》規定只有男性可以繼承王位，但1980年修訂的《繼承法案》允許君主的最年長的子女繼承王位，不限男女。 若君主去世或退位時尚未指定繼承人，則由瑞典憲法之另一部份──《政府法案》規管。詳情請參閱下文「繼承人出缺」一節。

## 現時王位繼承順序

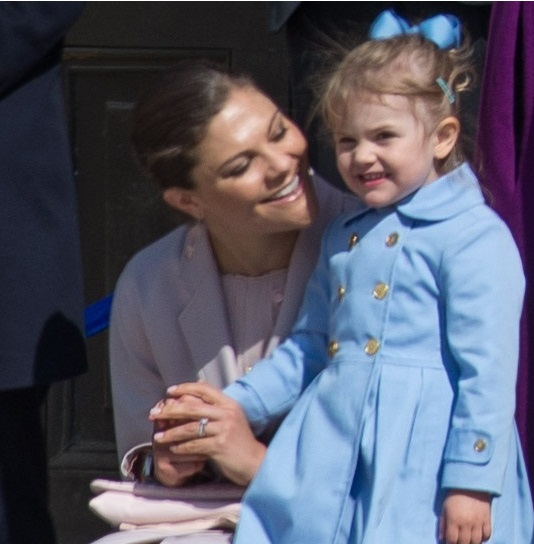
维多利亚和她的女儿艾絲黛拉分别位居王位繼承順序第一和第二位

- 卡爾十六世·古斯塔夫國王（1946年出生）[1]
  - (1) 維多利亞女王儲，西約特蘭女公爵（1977年出生）[2]
    - (2) 艾絲黛拉公主，東約特蘭女公爵（2012年出生）[3]
    -  (3) 奧斯卡王子，斯科訥公爵（2016年出生）[4]

  - (4) 卡爾·菲利普王子，韋姆蘭公爵（1979年出生）[5]
    - (5) 亞歷山大王子，南曼蘭公爵（2016年生）[6]
    - (6) 加布埃里爾王子，达拉纳公爵（2017年出生）[7]
    -  (7) 朱利安王子，哈蘭公爵（2021年出生）[8]
    - (8) 伊妮丝公主，西博滕女公爵（2025年出生）[7]

  -  (9) 馬德琳公主，海爾辛蘭及耶斯特里克蘭女公爵（1982年出生）[9]
    - (10) 萊奧諾公主，哥特蘭女公爵（2014年出生）[10]
    - (11) 尼古拉王子，翁厄曼蘭公爵（2015年出生）[11]
    - (12) 艾德莉安公主，布莱金厄女公爵（2018年出生）[12]

## 王位繼承順序沿革

### 卡爾十三世在位時，1809年－1818年
- 1810年2月21日，卡爾·約翰獲選為王儲
  - 1. 卡爾·約翰王儲，2. 奧斯卡王子

### 卡爾十四世·約翰在位時，1818年－1844年
- 1818年2月5日，卡爾十三世去世
  - 奧斯卡王儲
- 1826年5月3日，卡爾王子出生
  - 1. 奧斯卡王儲，2. 卡爾王子
- 1827年6月18日，古斯塔夫王子出生
  - 1. 奧斯卡王儲，2. 卡爾王子，3. 古斯塔夫王子
- 1829年1月21日，奧斯卡王子出生
  - 1. 奧斯卡王儲，2. 卡爾王子，3. 古斯塔夫王子，4. 奧斯卡王子
- 1831年8月24日，奧古斯特王子出生
  - 1. 奧斯卡王儲，2. 卡爾王子，3. 古斯塔夫王子，4. 奧斯卡王子，5. 奧古斯特王子

### 奧斯卡一世在位時，1844年－1859年
- 1844年3月8日，卡爾十四世·約翰去世
  - 1. 卡爾王儲，2. 古斯塔夫王子，3. 奧斯卡王子，4. 奧古斯特王子
- 1852年9月24日，古斯塔夫王子去世
  - 1. 卡爾王儲，2. 奧斯卡王子，3. 奧古斯特王子
- 1852年12月14日，卡爾·奧斯卡王子出生
  - 1. 卡爾王儲，2. 卡爾·奧斯卡王子，3. 奧斯卡王子，4. 奧古斯特王子
- 1854年3月13日，卡爾·奧斯卡王子去世
  - 1. 卡爾王儲，2. 奧斯卡王子，3. 奧古斯特王子
- 1858年6月16日，古斯塔夫王子出生
  - 1. 卡爾王儲，2. 奧斯卡王子，3. 古斯塔夫王子，4. 奧古斯特王子

### 卡爾十五世在位時，1859年－1872年
- 1859年7月8日，奧斯卡一世去世
  - 1. 奧斯卡王儲，2. 古斯塔夫王子，3. 奧古斯特王子
- 1859年11月15日，奧斯卡王子出生
  - 1. 奧斯卡王儲，2. 古斯塔夫王子，3. 奧斯卡王子，4. 奧古斯特王子
- 1861年2月27日，卡爾王子出生
  - 1. 奧斯卡王儲，2. 古斯塔夫王子，3. 奧斯卡王子，4. 卡爾王子，5. 奧古斯特王子
- 1865年8月1日，尤金王子出生
  - 1. 奧斯卡王儲，2. 古斯塔夫王子，3. 奧斯卡王子，4. 卡爾王子，5. 尤金王子，6. 奧古斯特王子

### 奧斯卡二世在位時，1872年－1907年
- 1872年9月18日，卡爾十五世去世
  - 1. 古斯塔夫王儲，2. 奧斯卡王子，3. 卡爾王子，4. 尤金王子，5. 奧古斯特王子
- 1873年3月4日，奧古斯特王子去世
  - 1. 古斯塔夫王儲，2. 奧斯卡王子，3. 卡爾王子，4. 尤金王子
- 1882年11月11日'，古斯塔夫·阿道夫王子出生
  - 1. 古斯塔夫王儲，2. 古斯塔夫·阿道夫王子，3. 奧斯卡王子，4. 卡爾王子，5. 尤金王子
- 1884年6月17日，威爾海姆王子出生
  - 1. 古斯塔夫王儲，2. 古斯塔夫·阿道夫王子，3. 威爾海姆王子，4. 奧斯卡王子，5. 卡爾王子，6. 尤金王子
- 1888年3月15日，奧斯卡王子與平民結婚，失去王位繼承權
  - 1. 古斯塔夫王儲，2. 古斯塔夫·阿道夫王子，3. 威爾海姆王子，4. 卡爾王子，5. 尤金王子
- 1889年4月20日，埃里克王子出生
  - 1. 古斯塔夫王儲，2. 古斯塔夫·阿道夫王子，3. 威爾海姆王子，4. 埃里克王子，5. 卡爾王子，6. 尤金王子
- 1906年4月22日，古斯塔夫·阿道夫王子出生
  - 1. 古斯塔夫王儲，2. 古斯塔夫·阿道夫王子，3. 古斯塔夫·阿道夫王子，4. 威爾海姆王子，5. 埃里克王子，6. 卡爾王子，7. 尤金王子
- 1907年6月7日，西格瓦爾德王子出生
  - 1. 古斯塔夫王儲，2. 古斯塔夫·阿道夫王子，3. 古斯塔夫·阿道夫王子，4. 西格瓦爾德王子，5. 威爾海姆王子，6. 埃里克王子，7. 卡爾王子，8. 尤金王子

### 古斯塔夫五世在位時，1907年－1950年
- 1907年12月8日奧斯卡二世去世
  - 1. 古斯塔夫·阿道夫王儲，2. 古斯塔夫·阿道夫王子，3. 西格瓦爾德王子，4. 威爾海姆王子，5. 埃里克王子，6. 卡爾王子，7. 尤金王子
- 1909年5月8日，倫納爾特王子出生
  - 1. 古斯塔夫·阿道夫王儲，2. 古斯塔夫·阿道夫王子，3. 西格瓦爾德王子，4. 威爾海姆王子，5. 倫納爾特王子，6. 埃里克王子，7. 卡爾王子，8. 尤金王子
- 1911年1月10日，小卡爾王子出生
  - 1. 古斯塔夫·阿道夫王儲，2. 古斯塔夫·阿道夫王子，3. 西格瓦爾德王子，4. 威爾海姆王子，5. 倫納爾特王子，6. 埃里克王子，7. 卡爾王子，8. 小卡爾王子，9. 尤金王子
- 1912年2月28日，貝蒂爾王子出生
  - 1. 古斯塔夫·阿道夫王儲，2. 古斯塔夫·阿道夫王子，3. 西格瓦爾德王子，4. 貝蒂爾王子，5. 威爾海姆王子，6. 倫納爾特王子，7. 埃里克王子，8. 卡爾王子，9. 小卡爾王子，10. 尤金王子
- 1916年10月31日，卡爾·約翰王子出生
  - 1. 古斯塔夫·阿道夫王儲，2. 古斯塔夫·阿道夫王子，3. 西格瓦爾德王子，4. 貝蒂爾王子，5. 卡爾·約翰王子, 6. 威爾海姆王子，7. 倫納爾特王子，8. 埃里克王子，9. 卡爾王子，10. 小卡爾王子，11. 尤金王子
- 1918年9月20日，埃里克王子去世
  - 1. 古斯塔夫·阿道夫王儲，2. 古斯塔夫·阿道夫王子，3. 西格瓦爾德王子，4. 貝蒂爾王子，5. 卡爾·約翰王子, 6. 威爾海姆王子，7. 倫納爾特王子，8. 卡爾王子，9. 小卡爾王子，10. 尤金王子
- 1932年2月20日，倫納爾特王子與平民結婚，失去王位繼承權
  - 1. 古斯塔夫·阿道夫王儲，2. 古斯塔夫·阿道夫王子，3. 西格瓦爾德王子，4. 貝蒂爾王子，5. 卡爾·約翰王子, 6. 威爾海姆王子，7. 卡爾王子，8. 小卡爾王子，9. 尤金王子
- 1934年3月8日，西格瓦爾德王子與平民結婚，失去王位繼承權
  - 1. 古斯塔夫·阿道夫王儲，2. 古斯塔夫·阿道夫王子，3. 貝蒂爾王子，4. 卡爾·約翰王子, 5. 威爾海姆王子，6. 卡爾王子，7. 小卡爾王子，8. 尤金王子
- 1937年7月6日，小卡爾王子與平民結婚，失去王位繼承權
  - 1. 古斯塔夫·阿道夫王儲，2. 古斯塔夫·阿道夫王子，3. 貝蒂爾王子，4. 卡爾·約翰王子, 5. 威爾海姆王子，6. 卡爾王子，7. 尤金王子
- 1946年2月19日，卡爾·約翰王子與平民結婚，失去王位繼承權
  - 1. 古斯塔夫·阿道夫王儲，2. 古斯塔夫·阿道夫王子，3. 貝蒂爾王子，4. 威爾海姆王子，5. 卡爾王子，6. 尤金王子
- 1946年4月30日，卡爾·古斯塔夫王子出生
  - 1. 古斯塔夫·阿道夫王儲，2. 古斯塔夫·阿道夫王子，3. 卡爾·古斯塔夫王子，4. 貝蒂爾王子，5. 威爾海姆王子，6. 卡爾王子，7. 尤金王子
- 1947年2月26日，古斯塔夫·阿道夫王子去世
  - 1. 古斯塔夫·阿道夫王儲，2. 卡爾·古斯塔夫王子，3. 貝蒂爾王子，4. 威爾海姆王子，5. 卡爾王子，6. 尤金王子
- 1947年8月17日，尤金王子去世
  - 1. 古斯塔夫·阿道夫王儲，2. 卡爾·古斯塔夫王子，3. 貝蒂爾王子，4. 威爾海姆王子，5. 卡爾王子

### 古斯塔夫六世·阿道夫在位時，1950年－1973年
- 1950年10月29日，古斯塔夫五世去世
  - 1. 卡爾·古斯塔夫王儲，2. 貝蒂爾王子，3. 威爾海姆王子，4. 卡爾王子
- 1951年10月24日，卡爾王子去世
  - 1. 卡爾·古斯塔夫王儲，2. 貝蒂爾王子，3. 威爾海姆王子
- 1965年6月5日，威爾海姆王子去世
  - 1. 卡爾·古斯塔夫王儲，2. 貝蒂爾王子

### 卡爾十六世·古斯塔夫在位時，1973年－
- 1973年9月15日，古斯塔夫六世·阿道夫去世
  - 貝蒂爾王子
- 1979年5月13日，卡爾·菲利普王子出生
  - 1. 卡爾·菲利普王儲，2. 貝蒂爾王子
- 1980年1月1日，《繼承法案》修訂
  - 1. 維多利亞女王儲，2. 卡爾·菲利普王子，3. 貝蒂爾王子
- 1982年6月10日，馬德琳公主出生
  - 1. 維多利亞女王儲，2. 卡爾·菲利普王子，3. 馬德琳公主，4. 貝蒂爾王子
- 1997年1月5日，貝蒂爾王子去世
  - 1. 維多利亞女王儲，2. 卡爾·菲利普王子，3. 馬德琳公主
- 2012年2月23日，艾絲黛拉公主出生
  - 1. 維多利亞女王儲，2. 艾絲黛拉公主，3. 卡爾·菲利普王子，4. 馬德琳公主
- 2014年2月20日，萊奧諾公主出生
  - 1. 維多利亞女王儲，2. 艾絲黛拉公主，3. 卡爾·菲利普王子，4. 馬德琳公主，5. 萊奧諾公主
- 2015年6月15日，尼古拉王子出生
  - 1. 維多利亞女王儲，2. 艾絲黛拉公主，3. 卡爾·菲利普王子，4. 馬德琳公主，5. 萊奧諾公主，6. 尼古拉王子
- 2016年3月2日，奧斯卡王子出生
  - 1. 維多利亞女王儲，2. 艾絲黛拉公主，3. 奧斯卡王子，4. 卡爾·菲利普王子，5. 馬德琳公主，6. 萊奧諾公主，7. 尼古拉王子
- 2016年4月19日，亞歷山大王子出生
  - 1. 維多利亞女王儲，2. 艾絲黛拉公主，3. 奧斯卡王子，4. 卡爾·菲利普王子，5. 亞歷山大王子，6. 馬德琳公主，7. 萊奧諾公主，8. 尼古拉王子
- 2017年8月31日，加布埃里尔王子出生
  - 1. 維多利亞女王儲，2. 艾絲黛拉公主，3. 奧斯卡王子，4. 卡爾·菲利普王子，5. 亞歷山大王子，6.加布埃里尔王子，7. 馬德琳公主，8. 萊奧諾公主，9. 尼古拉王子
- 2018年3月9日，艾德莉安公主出生
  - 1. 維多利亞女王儲，2. 艾絲黛拉公主，3. 奧斯卡王子，4. 卡爾·菲利普王子，5. 亞歷山大王子，6.加布埃里尔王子，7. 馬德琳公主，8. 萊奧諾公主，9. 尼古拉王子，10. 艾德莉安公主
- 2021年3月26日，朱利安王子出生
  - 1. 維多利亞女王儲，2. 艾絲黛拉公主，3. 奧斯卡王子，4. 卡爾·菲利普王子，5. 亞歷山大王子，6.加布埃里尔王子，7. 朱利安王子，8. 馬德琳公主，9. 萊奧諾公主，10. 尼古拉王子，11. 艾德莉安公主
- 2025年2月7日，伊妮丝公主出生
  - 1. 維多利亞女王儲，2. 艾絲黛拉公主，3. 奧斯卡王子，4. 卡爾·菲利普王子，5. 亞歷山大王子，6.加布埃里尔王子，7. 朱利安王子，8. 伊妮丝公主，9. 馬德琳公主，10. 萊奧諾公主，11. 尼古拉王子，12. 艾德莉安公主

## 繼承人出缺
根據《政府法案》第5章第4條1項，倘若在位君主及所有王位繼承人去世或離職，議會會委任一名攝政代行國家元首職務，直至另有安排。在《1809年政府法案》（1809年至1974年通行）中，倘若在位王室絕嗣，議會將會推舉新的王室。憲法已經沒有這種規定，現時假設是若王室絕嗣，則會改變國體。